# شکرانه
شکرانه یک مجموعه تلویزیونی مناسبتی محصول سال ۱۳۸۶ به کارگردانی سعید سلطانی، نویسندگی محمدهادی کریمی و تهیه‌کنندگی منصور سهراب‌پور می‌باشد که در ماه رمضان ۱۳۸۶ از شبکه پنج پخش شد.

## خلاصه داستان
حامد سلیم پور جوانی است تحصیل کرده که اهل کار و تلاش است. او برای تأسیس یک کارگاه، مجبور به دریافت کمک نقدی از پدرش می‌شود؛ اما پس از مدتی متوجه می شود که پول دریافتی متعلق به زن عمویش است که در تاجیکستان به سر می‌برد. حامد که خود را مدیون او می‌داند به تاجیکستان می رود؛ اما زن عمویش سالها پیش فوت کرده است. حامد در جستجوی بازمانده ای از او با دختری به نام نادیا آشنا می‌شود و در این میان علاقه‌ای میان او و آن دختر تاجیکستانی به وجود می‌آید و...

## بازیگران
- پوریا پورسرخ (حامد سلیم پور - پسر رحمان)
- فرهاد قائمیان (معین - دوست حامد، خلافکار)
- هوشنگ توکلی (رحمان سلیم پور - پدر حامد و مریم)
- حسن جوهرچی (سعید - همسر مریم و داماد رحمان)
- عاطفه رضوی (منیر - همسر دوم رحمان، نامادری حامد و مریم)
- مریم کاویانی (مریم - دختر رحمان، خواهر حامد، همسر سعید)
- کاوه مهدوی (فرید - دوست و شریک حامد)
- حبیب‌الله عبدالرزاق (مراد)
- شیفا صفروا (نادیا)
- مرضیه صدری (صنم - همدست معین)
- ذوالخمار ابراهیم (دیبا - خاله نادیا)
- نیک قدم شاه نظر (یاور - عاشق نادیا)
- قربان صابر (افسر ارشد پلیس تاجیکستان)
- شیرعلی عبدالقیس (نصیب)
- شهرت شاه رحمت‌الله (کمال)

## جوایز و نامزدها
| ۱۳٨٨ | یازدهمین جشن حافظ |                             |                             |          |
| ۱۳٨٨ | یازدهمین جشن حافظ | بهترین خواننده ترانه تیتراژ | محمد اصفهانی و دولتمند خالف | نامزدشده |